# Кокандская автономия
Кока́ндская автоно́мия (каз. Қоқан автономиясы, узб. Qo'qon muxtoriyati, кирг. Кокон автономиясы), в литературе известна также как Туркеста́нская автоно́мия (каз. Түркістан Автономиясы, узб. Turkiston Muxtoriyati, кирг. Түркстан Автономиясы; официальное название: Туркистон мухторияти) — самопровозглашённое территориальное образование, существовавшее в период с 28 ноября 1917 года по 22 февраля 1918 года на территории современного Узбекистана, а в то время на территориях Семиреченской, Сырдарьинской и Ферганской областей Туркестанского генерал-губернаторства Российской империи.

## История
После Февральской революции в Средней Азии начали образовываться общественно-политические организации, представляющие коренное мусульманское население региона.
Одним из первых таких организаций была «Шура-и-Ислам» (Исламский совет), основанная в марте 1917 года (за 8 месяцев до Октябрьской революции большевиков) в среде либерального и демократического движения джадидизм. Позднее от «Шуро-и-Исламия» откалывается «Шура-и-Улема» (Совет духовенства), созданное кадимистами (движение исламских традиционалистов).
В марте 1917 года создается «Союз трудящихся мусульман», сыгравший важную роль в борьбе за Советскую власть в Туркестане и его противниками. Мусульманские группы имелись также в партиях меньшевиков и эсеров, а позднее в партиях большевиков и левых эсеров.
15 ноября 1917 года в Ташкенте открылся III «Всетуркестанский Курултай мусульман» Туркестанского края под руководством «Шуро-и-Улема». Параллельно в этом же городе проходил III «Съезд Советов Туркестанского края».
На «Всетуркестанский Курултай мусульман» были приглашены представители левых и социалистических мусульманских организаций, в то же время представители «Шуро-и-Исламия» в работе курултая не участвовали, что ознаменовало раскол между традиционалистами и либералами. На конференции было решено обратиться к делегатам III «Съезда Советов Туркестана» с предложением о создании коалиционного правительства. Но это предложение было отвергнуто левыми эсерами и большевиками, в руководстве которых решающее значение имели «старые коммунисты» из русских колонистов, стоявшие по сути на позициях русского национализма. Таким образом в 1-й состав «Совета народных комиссаров Туркестана» (СНК) не попали представители коренных национальностей. Это решение было осуждено ЦК партии большевиков, требовавшим включения в состав СНК представителей коренного населения региона.
22 ноября 1917 года в Ташкенте открылся III «Краевой общемусульманский съезд», на котором была сделана попытка формирования правительств национальной автономии. Но это решение вызвало протест со стороны представителей левых мусульманских движений и партий, выступавших за Советы, как единственную легитимную власть.
В ответ на создание в Ташкенте СНК, 26 ноября 1917 года в Коканде под руководством «Шуро-и-Исламия» был созван IV «Всетуркестанский Курултай мусульман». На съезде присутствовало около 200 делегатов. Они представляли следующие территории:
- Фергану — 150 человек;
- Сырдарьинскую область — 22 человека;
- Самаркандскую область — 21 человек;
- Закаспийскую область — 1 человек;
- Бухару — 4 человека.

На следующий день, 27.11.1917 г. на курултае Туркестан был объявлен «территориально автономным в единении с федеративной демократической Российской республикой». На курултае также было решено назвать новое территориальное образование «Туркистон мухториати» (Туркестанская автономия). На том же курултае были избраны органы власти автономии. Представительным и законодательным органом должен был стать «Временный Народный совет» в количестве 54 человек, исполнительным — Временное правительство, состоящее из 12 человек.
Правительство Туркестанской автономии в январе объявило о намерении 20 марта 1918 года созвать свой парламент на основе всеобщего прямого, равного и тайного голосования. 2/3 мест в парламенте предназначались мусульманским депутатам, а 1/3 — гарантировалась представителям немусульманского населения. В образованном в то же время в Ташкенте правительстве Туркестанской Советской Республики (ТАССР) из 14 его членов не было ни 1 человека из представителей коренных народов. Председатель Совнаркома Туркестанской республики Фёдор Колесов, недавний конторщик на ташкентской железной дороге, заявил: «Невозможно допустить мусульман в верховные органы власти, поскольку позиция местного населения по отношению к нам не определена». Всего в Туркестанское Учредительное собрание должны были быть избраны 234 человека.

## Печатные органы
Одним из печатных органов автономии была газета "Эл байроги", главным редактором которой был Ашурали Захири.

## Первый состав Временного правительства
В 1-й состав Временного правительства Туркестанской автономии вошли:
- Мухамеджан Тынышпаев — министр-председатель, министр внутренних дел. По национальности казах.
- Шах-Ислам (Ислам) Шагиахметов — заместитель министра-председателя. По национальности татарин.
- Мустафа Чокаев (Мустафа Шокай) — управляющий отделом внешних сношений (в современной литературе иногда его называют министром иностранных дел). По национальности казах.
- Магди Чанышев — председатель Военного Совета правительства (глава вооруженных сил). По национальности татарин.
- У. Асадуллаходжаев — управляющий отделом народной милиции и общественной безопасности. По национальности узбек.
- Хидаят-бек Юргули-Агаев[узб.] — министр землеустройства и водопользования. По национальности узбек.
- Абиджан Махмудов — министр продовольствия. По национальности узбек.
- Абдурахман-бек Уразаев — заместитель министра внутренних дел. По национальности казах.
- Соломон Герцфельд — министр финансов. По национальности еврей.
- Кичик Эргаш (в литературе часто встречается написание Иргаш, он же Ходжи Магомед Ибрагим Ходжиев) — начальник уездной милиции, в дальнейшем заменил Магди Чанышева на посту руководителя вооруженных сил автономистов.
- Насыр-хан — министр народного просвещения[8]

Вскоре в связи с уходом Тынышпаева из-за внутренних разногласий Мустафа Шокай становится председателем правительства.
Туркестанская автономия мыслилась в составе будущей Российской федерации.

Во вступительной речи Мустафа Шокай сказал: 
«Построить с ходу полнокровное государство нелегко. Для этого нет ни кадров, ни опыта. И главное — нет армии, чтобы защитить будущую автономию. Как бы ни была ослаблена Россия, она гораздо сильнее нас. С Россией мы должны жить в мире и дружбе. Это диктует сама география. Я не приемлю политику Советов, но верю в разрушительную силу большевиков». 

## Внутренние разногласия и политический кризис
Одной из ключевых проблем Туркестанской автономии, с самого начала её существования, стали непреодолимые разногласия между различными политическими течениями, участвующими в её создании. В первую очередь между джадидами и кадимистами. Последних в правительстве представлял Кичик Эргаш. Возрастающее влияние кадимистов в правительстве вынудило в декабре 1917 уйти в отставку председателя правительства М. Тынышпаева (который пробыл премьером меньше 1 месяца), которого сменил на этом посту Мустафа Чокаев.
В условиях политического кризиса осени 1917 года у автономистов отсутствовала единая позиция в отношении внешнеполитической ориентации, в отношении Советов и в отношении дальнейших социально-политических преобразований. Попытки правительства привлечь на свою сторону широкие круги коренного населения, путём отправки в города Туркестана ораторов и пропагандистов — не дали желаемых результатов. Обострило ситуацию и то, что руководители «Шура-и-Улема» отказались войти в состав правительства автономии.
18 февраля 1918 года организация «Шура-и-Улема» свергла правительство во главе с Мустафой Шокаем (который пробыл премьером 2,5 месяца) и руководство правительством передано начальнику миршабов Коканда Кичик Эргашу.

## Разгром Туркестанской автономии
В январе 1918 года в ответ на предъявленный ультиматум Шокай отказался признать власть Советов. Для ликвидации Туркестанской автономии из Москвы в Ташкент прибыли 11 эшелонов с войсками и артиллерией под командованием Константина Осипова. В состав советских войск входили также вооружённые армянские дашнакские отряды. Таким образом, Туркестанская автономия была ликвидирована большевиками и дашнаками всего через 3 месяца после создания, её сменил Советский Туркестан. Шокаю удалось бежать сначала в Ташкент, позже через Актюбинск в уральских степях он присоединился к членам правительства «Алаш-Орды» и вновь включился в политическую борьбу.

## Председатели
Туркестанская автономия в Коканде (28.11.1917 — 22.02.1918)
- Мухамеджан Тынышпаев (председатель правительства 28.11.- 12.12.1917)*
- Мустафа Чокаев (председатель прав-ва 12.12.1917 — 19.02.1918).
- Эргаш (Иргаш)-курбаши (начальник милиции 28.11.1917 — 22.02.1918, диктатор с 19.02.1918 по 22.02.1918)*[12]

## Туркестанская автономия в официальной узбекской историографии
В современной официальной узбекской историографии Туркестанская автономия занимает особое место. Создание автономии связывается с появившейся после Февральской революции общественно-политической организацией джадидов «Шура-и-Ислам», выражавшей, по мнению узбекских историков, желание всего коренного населения Туркестанского края и стремившейся создать первое в Средней Азии демократическое многонациональное государство, известное как «Туркестанская автономия».

### Комментарии
1. 1 2  казахский вариант названия представляет собой анахронизм, так как является современным переводом оригинального названия на казахский язык с использованием современного казахского алфавита, который не существовал в период существования Туркестанской автономии
2. 1 2  узбекский вариант названия представляет собой анахронизм, так как является современным переводом оригинального названия на современный узбекский язык с использованием современного узбекского алфавита, который не существовал в период существования Туркестанской автономии
3. 1 2  киргизский вариант названия представляет собой анахронизм, так как является современным переводом оригинального названия на киргизский язык с использованием современного киргизского алфавита, который не существовал в период существования Туркестанской автономии
4. ↑  приведённый вариант кириллической записи названия представляет собой анахронизм, так как кириллический алфавит для записи тюркских языков не существовал в период существования Туркестанской автономии